# Cantharidoscops
Cantharidoscops is een geslacht van weekdieren uit de klasse van de Gastropoda (slakken).

## Soorten
- Cantharidoscops clausus (Golikov & Gulbin, 1978)
- Cantharidoscops frigidus (Dall, 1919)